# Andrew Schacht
Andrew Schacht (Adelaide, 22 de maio de 1973) é um ex-jogador de vôlei de praia australiano, com marca de alcance no ataque de 335 cm e 320 cm no bloqueio,   que disputou duas edições dos Jogos Olímpicos de Verão, a primeira em 2004 na Grécia e a outra em 2008 na China, e conquistou a medalha de bronze no Campeonato Mundial de Vôlei de Praia de 2007 na Suíça

## Carreira
A sua primeira participação em Jogos Olímpicos de Verão foi ao lado de Joshua Slack e ocorreu na edição realizada em Atenas em 2004 e finalizaram na nona colocação.
Em 2007 formando dupla com Joshua Slack disputou o Circuito Mundial de Vôlei de Praia e conquistaram a medalha de bronze na edição do Campeonato Mundial de Vôlei de Praia no mesmo ano, este realizado em Gstaad, ocasião que derrotaram na disputa por esta medalha os favoritos Ricardo Alex Santos e Emanuel Rego pelo placar de 2 sets a 0(21-17, 21-19).
Ao lado de Joshua Slack disputou sua segunda edição consecutiva dos Jogos Olímpicos de Verão, estes realizados em Pequim, ocasião que finalizaram na nona posição.